# Beatriz Ortiz
Beatriz „Bea“ Ortiz Muñoz (* 21. Juni 1995 in Rubí, Spanien) ist eine spanische Wasserballspielerin. Die Olympiasiegerin von 2024 gewann 2021 eine olympische Silbermedaille. Bei Weltmeisterschaften erkämpfte sie drei Silbermedaillen und zwei Bronzemedaillen, bei Europameisterschaften erhielt sie zweimal Gold, einmal Silber und einmal Bronze. (Stand: Juli 2025)

## Sportliche Karriere
Ortiz war mit der spanischen Juniorinnen-Nationalmannschaft 2013 und 2015 Zweite bei den Juniorenweltmeisterschaften.
Ihr erstes großes Turnier mit der spanischen Nationalmannschaft war die Europameisterschaft 2016, bei der die Spanierinnen den vierten Platz belegten, nachdem sie das Spiel um Bronze mit 9:10 gegen die Italienerinnen verloren hatten. Bei den Olympischen Spielen 2016 in Rio de Janeiro erreichten die Spanierinnen den fünften Platz. Ortiz warf im Spiel um den fünften Platz ein Tor.
Bei der Weltmeisterschaft 2017 gewannen die Spanierinnen im Viertelfinale gegen die Griechinnen erst nach Penaltyschießen. Nach einem Halbfinalsieg über Kanada unterlagen die Spanierinnen im Finale dem Team aus den Vereinigten Staaten mit 6:13. Ortiz warf im Finale drei Tore. 2018 siegte Spanien bei den Mittelmeerspielen in Taragona. Kurz darauf belegte die Mannschaft den dritten Platz bei der Europameisterschaft in Barcelona. Beatriz Ortiz warf im Turnierverlauf 19 Tore. Bei der Weltmeisterschaft 2019 in Gwangju trafen im Finale Spanien und das US-Team aufeinander und die Amerikanerinnen gewannen mit 11:6. Ortiz warf 14 Turniertore, zwei davon im Finale. Im Januar 2020 siegten die Spanierinnen bei der Europameisterschaft in Budapest durch einen Finalerfolg über die Russinnen. Bei den 2021 ausgetragenen Olympischen Spielen in Tokio trafen die Mannschaften aus den Vereinigten Staaten und aus Spanien einmal mehr im Finale aufeinander, die Amerikanerinnen siegten mit 14:5. Ortiz traf im Endspiel einmal.
2022 fand zunächst die Weltmeisterschaft in Budapest statt, bei der die Spanierinnen den fünften Platz belegten, nachdem sie im Viertelfinale gegen die Mannschaft der Vereinigten Staaten verloren hatten. Fast zwei Monate später bei der Europameisterschaft in Split besiegten die Spanierinnen im Halbfinale die Niederländerinnen mit 10:7 und im Finale die Griechinnen mit 9:6. Im Jahr darauf bei der Weltmeisterschaft in Fukuoka siegten die Spanierinnen im Viertelfinale gegen Ungarn und im Halbfinale gegen die Australierinnen. Im Finale gegen die niederländische Mannschaft hieß es am Ende 12:12, wobei Ortiz im Finale einen Treffer erzielt hatte. Im Shootout verloren die Spanierinnen mit 4:5. 2024 erreichten die Spanierinnen das Finale bei der Europameisterschaft in Eindhoven, unterlagen aber dann den Gastgeberinnen mit 7:8. Ortiz traf im Endspiel zweimal. Einen Monat später bei der Weltmeisterschaft in Doha unterlagen die Spanierinnen im Halbfinale dem Team aus den Vereinigten Staaten. Das Spiel um Bronze gegen die Griechinnen gewannen die Spanierinnen mit 10:9. Bei den Olympischen Spielen in Paris gewannen die Spanierinnen alle sieben Partien, wobei das Halbfinale gegen die Niederländerinnen erst im Penaltyschießen entschieden wurde. Im Finale gegen die Australierinnen siegten die Spanierinnen mit 11:9, Ortiz war im Endspiel mit vier Treffern erfolgreichste Schützin ihrer Mannschaft.
2025 bei der Weltmeisterschaft in Singapur besiegten die Spanierinnen im Viertelfinale die Niederländerinnen im Penaltyschießen. Im Halbfinale unterlagen sie den Ungarinnen mit 9:15. Das Spiel um den dritten Platz gewannen sie mit 13:12 gegen die Auswahl aus den Vereinigten Staaten. Im Spiel um Bronze erzielte Ortiz zwei Treffer.
Die 1,76 Meter große Flügelspielerin Beatriz Ortiz begann beim Club Natació Rubí. Von 2016 bis 2019 spielte sie bei CN Sabadell, mit dem sie drei Meistertitel gewann. 2019 wechselte Ortiz zum Club Natació Terrassa und 2022 zurück nach Sabadell.

## Internationale Medaillen
(OS=Olympische Spiele, WM=Weltmeisterschaft, EM=Europameisterschaft, MS=Mittelmeerspiele)
- 2017 WM Silber
- 2018 MS Gold
- 2018 EM Bronze
- 2019 WM Silber
- 2020 EM Gold
- 2021 OS Bronze
- 2022 EM Gold
- 2023 WM Silber
- 2024 EM Silber
- 2024 WM Bronze
- 2024 OS Gold
- 2025 WM Bronze